# Weichentechnikk
Weichentechnikk, właśc. Stefan Wietek – niemiecki DJ oraz producent muzyczny, specjalizujący się w stylach hard-techno i schranz-techno (on sam określa swoją muzykę jako "ekstremalnie ciężkie techno"). Występuje często w duecie z Waldhausem.

## Dyskografia

### Produkcje
- 2004 - Beware Of Those Hamsters EP (12") (Crowbar Recordings)
- 2004 - Brachial 2004/04 (12") (Brachial)
- 2004 - Mad Man EP (12") (Annihilated Productions)
- 2004 - Raunchy Bitch EP (12") (Crowbar Recordings)
- 2005 - Stresscore (12") (Crowbar Recordings)
- 2006 - Bumfight EP (12")(Skull Tunes)
- 2006 - Kapp Der Angst EP (12")
- 2006 - Time Heals All Wounds...?! EP (12") (F.A.T. tm records)
- 2007 - Resistance EP (Artillery)
- 2009 - Eucaliptus EP (12", EP) (Cannibal Society)
- 2010 - Jason's Mask Vol.11 (12") (Jason's Mask)

### Remiksy
- 2006 - Waldhaus & Chris Highhat - What We Love (Weichentechnikk Remix) (Friendly Fire Records)